# Купянск-Узловский поселковый совет
Купянск-Узловский поселковый совет — входит в состав 
Купянского городского совета Харьковской области
Украины.
Административный центр сельского совета находится в 
пгт Купянск-Узловой
.

## Населённые пункты совета
- пгт Купянск-Узловой